# The Bruiser
The Bruiser er en amerikansk stumfilm fra 1916 af Charles Bartlett.

## Medvirkende
- William Russell som Bill Brawley.
- Charlotte Burton som Fen Bernham.
- George Ferguson som Modest Tim.
- Lizette Thorne som Norma Kenwick.
- Roy Stewart som Manson Kenwick.